# Пъклещица
Пъклещица (на сръбски: Паклештица или Pakleštica) е село в Сърбия, част от Община Пирот. Населението на селото през 2011 година е 34 души, етнически сърби.

## История
В съкратен регистър на Пиротския кадилък от 1530 година Паклещиче е отбелязано като село с 57 домакинства, 7 неженени и 7 вдовици.

## Население
- 1948 – 758 жители
- 1953 – 729 жители
- 1961 – 666 жители
- 1971 – 412 жители
- 1981 – 190 жители
- 1991 – 91 жители
- 2002 – 56 жители
- 2011 – 34 жители